# Minaki (Białoruś)
Minaki (biał. Мінакі, Minaki; ros. Минаки, Minaki) – wieś na Białorusi, w obwodzie grodzieńskim, w rejonie korelickim, w sielsowiecie Rajca.

## Historia
W dwudziestoleciu międzywojennym wieś i folwark leżące w Polsce, w województwie nowogródzkim, w powiecie nowogródzkim, w gminie Cyryn. W 1921 wieś liczyła 152 mieszkańców, zamieszkałych w 27 budynkach, wyłącznie Polaków. 151 mieszkańców było wyznania prawosławnego i 1 rzymskokatolickiego. Folwark liczył zaś 13 mieszkańców, zamieszkałych w 2 budynkach, wyłącznie Białorusinów. 6 mieszkańców było wyznania muzułmańskiego, 4 rzymskokatolickiego i 3 prawosławnego.
Po II wojnie światowej w granicach Związku Sowieckiego. Od 1991 w niepodległej Białorusi.